# Sulimir
Sulimir, Sulimiar, Sulmir – staropolskie imię męskie, złożone z dwóch członów: Suli- ("obiecywać" albo "lepszy, możniejszy") i -mir ("pokój, spokój, dobro"). Znaczenie imienia: "przynoszący/obiecujący/lepszy pokój".
Sulimir imieniny obchodzi 7 lutego, 30 maja i 30 października.
Zob. też: 
- Sulmierzyce
- Sulimice
- Sulimierz — 2 miejscowości w Polsce